# Shinobu Yaguchi
Shinobu Yaguchi (jap. 矢口史靖 Yaguchi Shinobu; * 30. Mai 1967 in Isehara, Japan) ist ein japanischer Regisseur, Drehbuchautor, Kameramann und Schauspieler. Für seine Werke erhielt er wiederholt Preise des Japanese Academy Award.

## Filmografie

### Regie
- 2007: Kayōkyoku dayo Jinsei wa
- 2004: Swing Girls
- 2002: Parco Fiction
- 2001: Waterboys
- 1999: One Piece!
- 1999: Adrenaline Drive
- 1997: Himitsu no Hanazono (deutsche Titel: Mein geheimer Schatz (im Forum der Berlinale 1997) oder Sakikos geheimer Schatz (Videotitel von 1999). Auch: Mein geheimer Garten oder Sakikos Schatz). Dieser Film ist nicht mit der gleichnamigen, japanischen Fernsehproduktion aus dem Jahr 2007 zu verwechseln.
- 1996: Bird Watching
- 1993: Hadashi no pikunikku